# یون جونگ شین
یون جونگ-شین (کره‌ای: 윤종신؛ زادهٔ ۱۵ اکتبر ۱۹۶۹) خواننده-ترانه‌سرا، تهیه‌کننده موسیقی و مدیر عامل شرکت میستیک استوری اهل کره جنوبی است.